# One World Secondary School Kilimanjaro
Die One World Secondary School Kilimanjaro (OWSK) ist eine deutsch-tansanische Modellschule des gemeinnützigen Trägerinstituts „Modellschulen für Afrika“. Die Sekundarschule liegt im Dorf Kisangara, nahe der Stadt Mwanga, in Tansania. Zentral für die Arbeit an der One World Secondary School Kilimanjaro ist das Zusammenspiel moderner Lehrmethoden und deren lokaler Umsetzung durch tansanische und deutsche Lehrer. Die Schule wurde 2012 von Karl-Heinz Köhler gegründet und ermöglicht Schülern der Sekundarstufe den Zugang zu Bildung, unabhängig vom Einkommen der Familie. Die Lernatmosphäre ist geprägt von Gleichberechtigung, Respekt und interkultureller Verständigung. Sie wird kontinuierlich in europäisch-afrikanischer Zusammenarbeit weiterentwickelt.

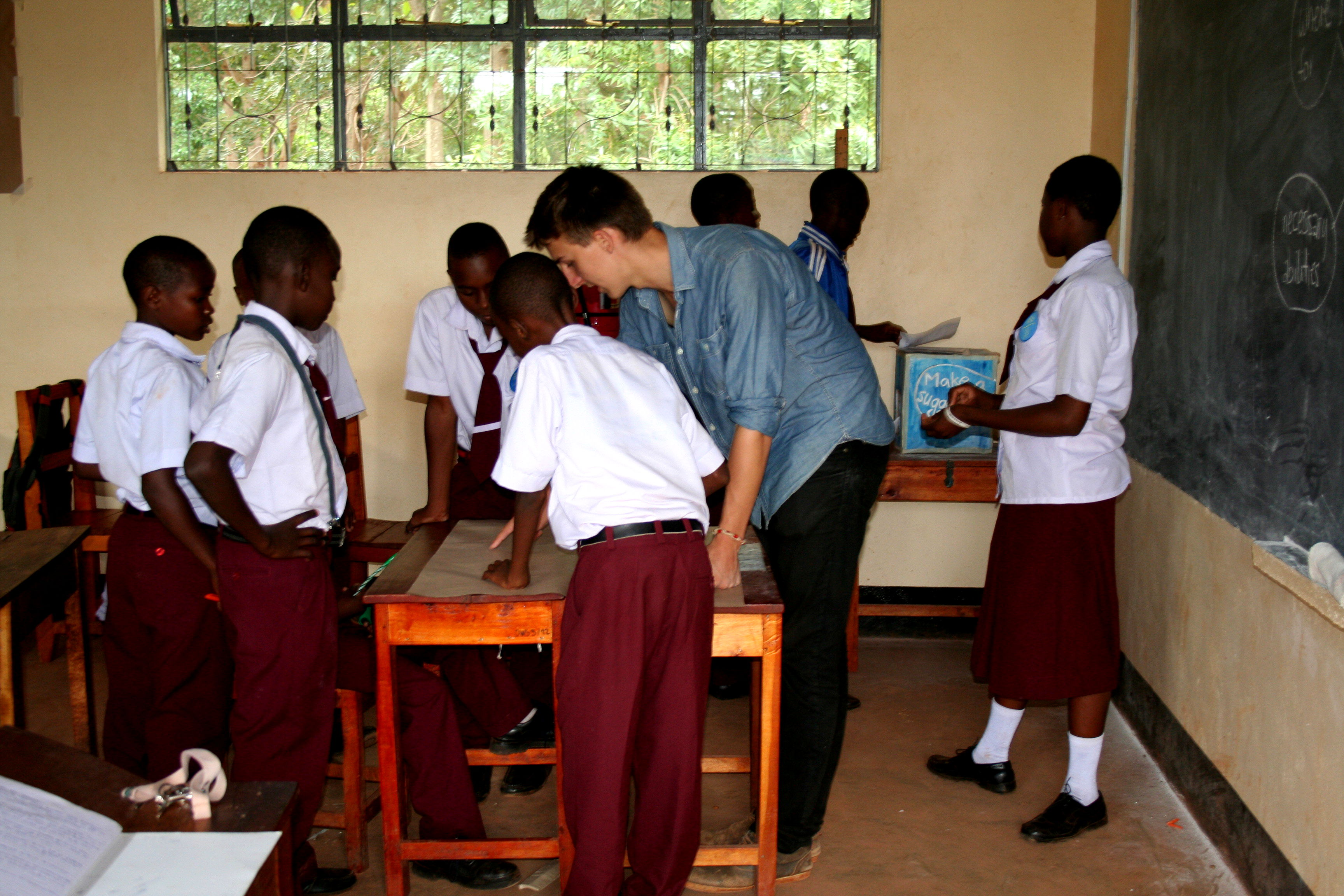
Entwicklungshelfer bei der Arbeit mit Schülern der One World Secondary School Kilimanjaro

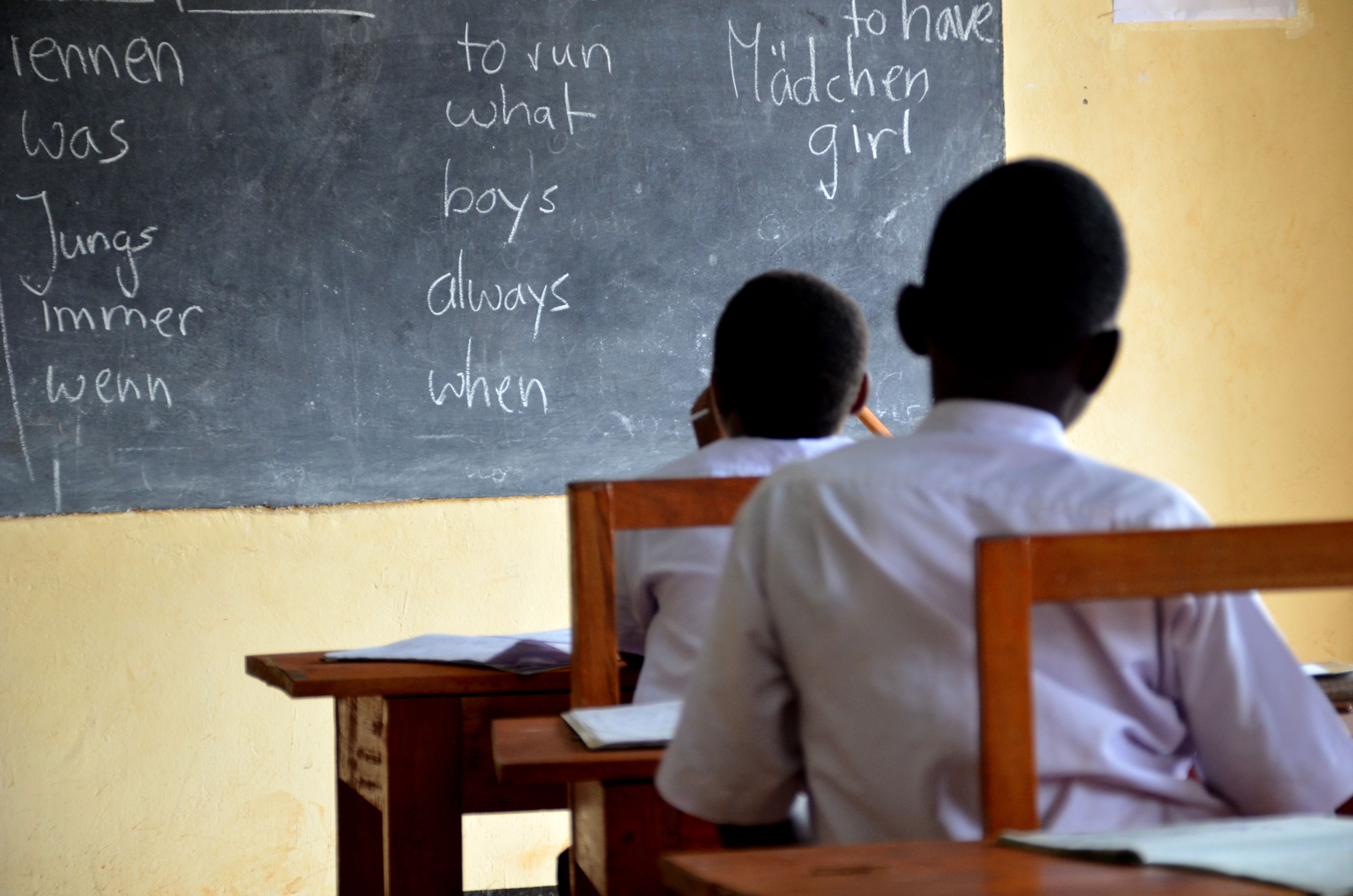
Schüler beim Deutschunterricht im Klassenzimmer

## Konzept
Das Konzept der One World Secondary School Kilimanjaro gliedert sich in drei Ziele. Diese werden durch kontinuierliche Evaluation überprüft und weiterentwickelt. Junge Lehrer aus Tansania verbinden moderne Methoden mit der tansanischen Kultur. Die Schule steht in Verbindung mit der tansanischen UNESCO-Kommission vor Ort. Als Modellschule ist die One World Secondary School Kilimanjaro ein Beispiel für Entwicklungszusammenarbeit, die Potenzial aus Tansania und Deutschland kombiniert und dabei auf eine patriarchalische Ungleichstellung der Parteien verzichtet. Sie soll modellhaft für weitere Bildungsprojekte mit gleichen Grundsätzen stehen und umliegende Schulen bei einer positiven Entwicklung unterstützen.
Die One World Secondary School Kilimanjaro ermöglicht Schülern unabhängig von ihrem sozio-ökonomischen Status einen Zugang zu Bildung. Schüler, deren Familien die Schulgebühren nicht bezahlen können, können nach Rücksprache mit der Schulleitung finanziell unterstützt werden. Dabei richtet sich die Höhe der Unterstützung (teilweise inklusive Taschengeld) nach dem Einkommen der Familie. Im Jahr 2013 wurden ca. 50 % der Schüler der Unterricht an der One World Secondary School Kilimanjaro durch ein (Teil-)Stipendium finanziert.

### Interkulturelles Lernen
Kernziel des Unterrichts ist neben der Vermittlung von Wissen die Erziehung der Schülerinnen und Schüler zu Toleranz, kultureller Vielfalt und Verantwortung. Im Rahmen der internationalen Schülerakademie und unterrichtsbegleitenden Projekten wird das Spannungsfeld von regionaler Lebensart, Globalisierung und Identität erforscht und dabei entsteht ein lokales Kulturzentrum, von dem auch die umliegenden Dörfer profitieren sollen.

### Individualisierung
Lehrer an der One World Secondary School gehen auf die spezifischen Stärken und Schwächen der Schüler ein und fördern und fordern, wo nötig. Durch Einzelunterricht werden gezielt Defizite ausgeglichen und dies ermöglicht Schülern jedes sozialen Hintergrunds die Teilnahme am Schulunterricht. Trotz des Fokus auf Individualisierung werden auch Synergieeffekte im Team und Klassenverband genutzt. Zusammen heißt das: Jeweils ungefähr ein Drittel der Unterrichtszeit besteht aus klassischem Unterricht mit einem Lehrer oder einer Lehrerin, Projektarbeiten in Kleingruppen und separate Einzelförderung, um jedem Potenzial gerecht zu werden.

### Projektunterricht und Demokratie-Erziehung
Schüler der One World Secondary School Kilimanjaro werden ermutigt, eigenverantwortlich zu organisieren, fächerübergreifend zu lernen und demokratisch zu entscheiden. Dem persönlichen Wissensdurst folgend arbeiten die Schüler gemeinsam mit ihren Lehrern an eigenen Projekten, in denen sie sich mit politischen, historischen und sozialen Problemstellungen befassen. Entscheidend dabei ist aber nicht nur der Lernoutput, der vor den anderen präsentiert wird, sondern auch die schon im Prozess übernommene Verantwortung. Demokratische Elemente, wie eine Schülervertretung und die offene Diskussion und Evaluation der Schule, zeigen, dass die Demokratie-Erziehung nicht nur auf theoretischer Ebene gelehrt, sondern auch praktisch umgesetzt wird.

## Unterstützung
Die One World Secondary School Kilimanjaro erhält Unterstützung von verschiedenen Seiten: In Deutschland wird die Schule durch den Unterstützerverein Friends of One World Secondary School Kilimanjaro e.V. vertreten, der Spenden generiert, einen Großteil der Öffentlichkeitsarbeit übernimmt und die Freiwilligenarbeit an der Schule koordiniert. Als UNESCO-Projektschule erhält die One World Secondary School Kilimanjaro finanzielle Unterstützung durch die Deutsche UNESCO-Kommission und private Spender. Nach einem Patenschaftsprinzip können Privatpersonen und Organisationen das Schulgeld von Schülern (teilweise) stipendieren. Auch dies koordiniert der deutsche Unterstützerverein. Zudem bestehen mehrere Schulpartnerschaften, die durch regelmäßige Spenden die Arbeit an der Schule stützen. Das Engagement von jungen Menschen, wie das des MoveForwardProjects, zeugt von Interesse für die Arbeit in Tansania.

### Freiwilligenarbeit
Das Ziel des interkulturellen Austauschs wird nicht nur im Klassenzimmer verfolgt, sondern ist auch im Schulalltag verankert. Freiwillige, zum größten Teil aus Deutschland, unterstützen diesen Prozess durch Freizeitgestaltung und Projektarbeit mit den Schülern. Nach einem Bewerbungsprozess über den deutschen Unterstützerverein Friends of One World Secondary School Kilimanjaro e.V. werden die Volontäre für einen Zeitraum von mindestens vier Monaten an die deutsch-tansanische Modellschule entsandt. Interkulturelle Kompetenz, Akzeptanz des Anderen und das kritische Hinterfragen des eigenen Standpunkts werden als notwendig bei einem Volontariat vorausgesetzt. Freiwillige werden ermutigt, die Landessprache Swahili zu lernen und mit Eigenengagement Ideen für die Freizeitgestaltung und die Projektarbeit zu konzipieren und umzusetzen. Bei diesen Aufgaben stehen ihnen die Unterstützung und Beratung durch den Schulleiter sowie der Lehrer zur Verfügung.

## Schulgelände
Die One World Secondary School Kilimanjaro ist ein Internat nach dem tansanischen Boarding-School-Prinzip. Nach Geschlechtern getrennt leben die Schüler auf dem Campus. Mit steigender Anzahl der Schüler wächst kontinuierlich die Schule selbst. Das heißt, neue Gebäude müssen gebaut werden, neue Lehrer eingestellt und mehr Köche wie Wachpersonal zur Verfügung gestellt werden. Auf dem Schulgelände befinden sich vier Klassenzimmer, ein Internatsgebäude für Jungen, ein Internatsgebäude für Mädchen, eine Versammlungshalle, ein Kunstpavillon, ein Speisesaal, eine Küche sowie Sanitäranlagen (Stand 2015).

## Verschiedenes
Die Unterrichtssprache ist – wie an tansanischen Secondary Schools üblich – Englisch. Es werden folgende Fächer an der One World Secondary School Kilimanjaro unterrichtet: Mathematik, Physik, Biologie, Chemie, Englisch, Deutsch, Kisuaheli, Civics (Sozialkunde) sowie Kunst- und Sporterziehung.
Die Schule liegt am Hang des Kindoroko Mountain in den Usambara-Bergen. Dort herrschen mildere Temperaturen als in den tieferen Lagen Tansanias.